# Multiplexatge per divisió ortogonal de freqüència
El multiplexatge per divisió ortogonal de freqüència (en anglès, Orthogonal Frequency Division Multiplexing, OFDM) és una multiplexació que consisteix a enviar un conjunt d'ones portadores de diferents freqüències, on cadascuna transporta informació, sent modulades en QAM o modulació per desplaçament de fase. Normalment es realitza la multiplexació OFDM després de passar el senyal per un codificador de canal amb l'objectiu de corregir els errors produïts en la transmissió, aleshores aquesta multiplexació s'anomena COFDM, de l'anglès Coded OFDM. A causa del problema tècnic que suposa la generació i la detecció en temps continu dels centenars, o fins i tot milers, de portadores equi-espaiades que forma OFDM, els processos de multiplexació i desmultiplexació es realitzen en temps discret mitjançant la IDFT i la DFT respectivament. La multiplexació de portadores OFDM és molt robusta davant del multitrajecte (multi-path), que és molt habitual en els canals de radiodifusió, davant de les atenuacions selectives en freqüència i davant les interferències de RF.
A causa de les característiques d'aquesta multiplexació, és capaç de recuperar la informació d'entre els diferents senyals amb diferents retards i amplituds (fading) que arriben al receptor, de manera que existeix la possibilitat de crear xarxes de radiodifusió de freqüència única sense que sorgeixin problemes d'interferència.
Si es compara amb les tècniques de banda ampla com CDMA, OFDM genera una alta taxa de transmissió en dividir el flux de dades en molts canals paral·lels o subportadora que es transmeten en el mateix nombre de carriers de banda estreta i amb temps de símbol (un o diversos bits) grans al cas d'utilitzar banda ampla on per aconseguir la mateixa taxa de transmissió dels temps de símbol són més curts.
Els canals de banda estreta d'OFDM són ortogonals entre si, el que evita l'ús de bandes de guardes i així un eficient ús de l'espectre. Ja que els esvaïments (fading) afecten selectivament a un o un grup de canals, és relativament simple equalitzador en forma individual el que també es contraposa a l'equalització d'un sistema de banda ampla.
COFDM és una tècnica complexa de modulació de banda ampla utilitzada per transmetre informació digital a través d'un canal de comunicacions, que combina potents mètodes de codificació més l'entrellaçament per a la correcció d'errors al receptor. COFDM modula la informació en múltiples freqüències portadores ortogonals on cadascuna està modulada en amplitud i fase i porta una taxa de símbols molt baixa a més de tindre una alta eficiència espectral. S'obté una modulació específicament dissenyada per combatre els efectes del multi-trajecte i altres tipus d'interferències que afecten receptors fixos i mòbils.
És un tipus de modulació OFDM especialment apropiat per a les necessitats dels canals de difusió terrestres, utilitzat al DAB i als sistemes de televisió digital terrestre. A les xarxes sense fils d'ordinadors i als enllaços de tipus DSL, s'utilitza d'una forma semblant la modulació OFDM o DMT.
La importància del desenvolupament del sistema de modulació COFDM a Europa prové de la propietat d'introduir més programes de televisió digital o ràdio digital a un nombre limitat de canals disponibles.
En el cas de DVB-T es poden arribar a multiplexar 4 o 6 programes per canal amb una qualitat avançada amb format de 16:9 i so estèreo amb més d'un canal de so per posar fins a un segon idioma.
La immunitat a les reflexions permet definir tres possibilitats a la recepció de DVB-T:
La recepció fixa (cable coaxial provinent d'una antena (Yagi)) que normalment estan en instal·lacions col·lectives, on cal amplificar els canals UHF. La recepció portàtil on potser és necessari instal·lar amplificadors de baixa potència i la recepció mòbil, fent una bona organització jeràrquica de les constel·lacions pot ajudar a la recepció en altres velocitats.
En el cas del DAB cada bloc (multiplex) té una capacitat per a transportar 6 programes estèreos de 192 kbit/s cada un, a més de serveis addicionals com transport de dades. Com les interferències que pertorben la recepció dels senyals freqüència modulada, causades normalment per edificis o muntanyes, són eliminades per la tecnologia COFDM, es pot utilitzar una mateixa freqüència per tot un país sense haver de tornar a sintonitzar els receptors quan s'està viatjant.

## COFDM i OFDM
COFDM és una millora d'OFDM per canals molt selectius o variants, ja que pot suportar multitrajecte sever, la presència d'interferències de banda estreta de co-canal, la cancel·lació del senyal, el soroll d'impulsos i la reducció ràpida de l'amplitud del senyal.
Les característiques comunes de COFDM i OFDM són:
- L'ortogonalitat.
- Els esquemes de modulació de les portadores.
- L'addició de l'interval de guarda.
- La sincronització.
- L'equalització.

Encara que l'ortogonalitat i els esquemes de modulació de les portadores són propis d'OFDM, l'addició de l'interval de guarda i la sincronització i l'equalització són millores que pertanyen a OFDM.
Les millores de COFDM sobre OFDM són:
- La codificació d'errors.
- L'entrellaçat de les portadores de dades en freqüència o en temps i freqüència.
- La informació d'estat de canal (Channel State Information) combinat amb la descodificació amb decisió Flexible (Soft-Decision Decoding) per incrementar l'eficiència del descodificador de Viterbi.

## Característiques

COFDM: La duració dels bits és superior als retards, evitant ecos i permetent reutilitzar les mateixes freqüències a antenes veïnes.

COFDM pot suportar elevats valors de potència provinents de senyals multicamí (situació habitual a grans centres urbans, mercat potencial de la televisió digital terrestre), amb una alta dispersió de retards entre els senyals rebuts. A més a més, COFDM suporta les interferències co-canal de banda estreta, com les que produirien d'altres serveis analògics terrestres.
Tenir una menor taxa de símbols per portadora es tradueix en un període de símbol més gran, el que proporciona protecció contra els ecos produïts pels múltiples camins que pren el senyal en la seva propagació. Aquest cas es dona freqüentment a les grans ciutats, on es pot rebre un senyal directe del transmissor més una certa quantitat de senyals retardats per les reflexions amb els edificis.
El fet de tenir un gran nombre de portadores on es distribueix la informació proporciona una protecció contra interferències co-canal, ja que si es perd la informació d'una portadora a causa d'aquestes interferències es perd una petita part de la informació que no té per què ser rellevant per a la qualitat de la transmissió.
El senyal modulat té una banda de guarda, que és un període on el senyal es manté constant durant un temps, repetint el símbol. D'aquesta forma els senyals que arriben amb un retard menor que el temps de banda de guarda es poden aprofitar com a senyals constructius per millorar la recepció.

## Prestacions
Protecció contra la caiguda selectiva de les portadoresUna caiguda és una distorsió provocada per les variacions de les característiques físiques del canal que té com a resultat, un decrement de la potència rebuda, que és el desavantatge d'OFDM. Com a solució s'agrega a la modulació OFDM un codificador de canal compost de dos elements: un codi convolucional i un entrellaçador de portadores. L'efecte conjunt del codi convolucional i l'entrellaçador es pot veure com una mitjana de les caigudes locals sobre tot l'espectre del senyal.
Modulació jeràrquicaLa modulació jeràrquica permet integrar la modulació QPSK dins de la constel·lació de QAM de 16 o més nivells, que permet transmetre dos serveis al mateix temps i fa que la transmissió de QPSK sigui menys susceptible a les interferències que en el cas de QAM de 16 o més nivells no jeràrquics. Sota aquest criteri es pot transmetre en un flux de dades de baixa prioritat el servei de HDTV i en el flux d'alta prioritat el servei de SDTV.
Alta eficiència espectralCom que cada portadora és traslapada una amb l'altre, la tècnica o esquema de modulació per multiplexació per divisió de freqüència ortogonal (OFDM) permet incrementar notablement la taxa binària útil a transmetre comparant-la amb la tècnica de Multiplexació per divisió de freqüència.
Simplificació de L'equalitzacióUna de les característiques d'aquest esquema de modulació és que facilita l'equalització en el receptor, a causa del fet que distribueix una sèrie de portadores anomenades portadores pilots a través de tota l'amplada de banda que s'utilitza per a la transmissió, per tant, és molt fàcil trobar la resposta en freqüència del canal mitjançant la transmissió d'una seqüència d'entrenament, això és una sèrie de portadores pilot amb les que s'aconsegueix eliminar o reduir la influència del canal sobre les dades transmeses.
Protecció contra interferències intersimbòliques (interferència entre símbols)La utilització de l'interval de guarda millora la tolerància contra les interferències intersimbòliques. Mentre el retard dels senyals que arriben al receptor COFDM sigui menor que l'interval de guarda s'aconsegueix evitar que uns símbols OFDM es vegin afectats per altres.
La taxa binària de dades pot escalar-se per diferents condicionsEl sistema COFDM es pot adaptar al canal de comunicacions variant la taxa binària útil a transmetre perforant el codi base del codificador convolucional per canals menys selectius o de baixa freqüència, també es pot reduir quan és necessari ajustar la distància màxima entre el transmissor i un receptor ajustant la duració de l'interval de guarda.
Ampliacions a Xarxes de Freqüència Única (SFN: Single-Frequency Networks)La possibilitat de crear una xarxa de SFN constitueix un dels grans avantatges d'un sistema basat en COFDM. A causa de la utilització de l'interval de guarda el senyal que s'utilitza per reduir els efectes del multitrajecte, ja sigui natural o artificial, produeix una suma de tots els senyals de la xarxa que arriben al receptor COFDM. D'aquesta manera es produeix una ganancia de xarxa aconseguint una reducció de la potència del transmissor, una millor cobertura i reduint els costos de la infraestructura.
Molt sensible a la sincronització en temps i freqüènciaAl receptor li costa trobar el principi del símbol OFDM per poder establir la sincronització en temps i per establir la sincronització en freqüència li és difícil també trobar la posició de les portadores dins del símbol OFDM.
Major complexitat del sistemaEls requeriments per la correcció de l'error de fase comú, l'alta linealitat de l'amplificador de potència utilitzat pel transmissor, la utilització d'un codificador secundari més entrellaçat per millorar la BER en el receptor i altres requeriments addicionals, són funcions que incrementen la complexitat del sistema.
Transmissors i receptors més costososEn incrementar la complexitat del sistema en COFDM el cost del transmissor augmenta però encara més el cost del receptor.
Pèrdua d'eficiència espectralÉs causada per la duració de l'interval de guarda i la taxa de codificació utilitzada, es necessita ajustar el sistema COFDM per diverses condicions de funcionament.
Més sensible al soroll de fase i al desplaçament a les portadoresEl soroll de fase és causat per tots els oscil·ladors locals que hi ha entre la sortida de la IFFT del transmissor i l'entrada de la FFT en el receptor, portant com a conseqüència la rotació de la constel·lació de l'esquema de la modulació de les portadores. El desplaçament en freqüència causa interferència interportadora (ICI) i una reducció de la potència de les portadores.

## Formats
Al sistema DVB-T l'entrada a un modulador COFDM és un corrent de dades en format MPEG-2 4:2:0, amb les dades dels programes codificats i informació sobre els seus continguts, el número dels programes i les condicions d'accés. Al sistema DAB l'entrada al modulador COFDM és un senyal d'àudio codificat mitjançant el sistema MUSICAM, amb dades addicionals, com el nom del programa, etc.
S'utilitza una modulació COFDM amb un total de 1705 portadores (mode 2k) o 8817 portadores (mode 8k). El mode 2k està pensat per transmissions simples que cobreixen àrees geogràfiques reduïdes (potències reduïdes) mentre que el mode 8K pot ser utilitzat per àrees geogràfiques extenses una única freqüència portadora per canal, comú a tota la xarxa. La forta protecció del COFDM permet que el sistema pugui operar mantenint la mateixa freqüència portadora a tota una regió geogràfica extensa (coberta per diversos radioenllaços). El receptor interpreta el senyal procedent del radioenllaç més feble com un senyal multi-trajecte i pot rebutjar-lo. Si els radioenllaços estan molt allunyats, les diferències de temps de recepció poden ser considerables i és necessari augmentar els intervals de guarda entre les dades digitals, perdent certa eficiència en la transmissió.

## Funcionament
La descripció de cada bloc és la següent:
Inversió del sincronisme/Dispersió d'energia: Serveix per identificar la trama i perquè no es repeteixin freqüentment els mateixos punts de la constel·lació.
Reed-Solomon: Protegeix contra errors. Afegeix 16 bytes de paritat.
Interleaving extern: Barreja els bytes d'entrada per evitar les ràfegues d'errors.
Codificació de Viterbi: Afegeix bits de redundància.
Interleaving intern: s'implementen dos barrejadors: 1. barrejador de bits, que provoca que els grups de bits que generen un símbol no siguin consecutius i 2. barrejadors de símbols, per evitar efectes d'esvaïments en símbols contigus.
Modulador: Mitjançant FFT, els grups de símbols es transformen en portadors modulats en QPSK, 16-QAM o 64-QAM. S'utilitzen codis de Gray (La diferència entre símbols contigus és de només un bit).
Adaptador de Trama: S'introdueix informació addicional: Senyals pilot (per sincronitzar el senyal) i Senyals d'informació (TPS) (diuen quins paràmetres s'utilitzen per la transmissió del senyal (mode, interval de guarda...).
IFFT: Per tornar al domini temporal i inserir l'interval de guarda.
Interval de guarda: S'afegeix un espai en blanc entre símbol i símbol per evitar interferències intersimbòliques i intrasimbòliques.
Modulador I/Q: Calcula la fase i l'amplitud del senyal de sortida.
Conversor D/A: Com el modulador és digital, cal passar aquest senyal modulat al domini analògic per poder-lo transmetre, el qual encara s'haurà de multiplicar per portar-lo a la freqüència portadora corresponent.
COFDM utilitza 1536 o més freqüències portadores espaiades, depenent del tipus de senyal a enviar (a Europa hi ha dos sistemes on el DVB-T utilitza 2000 portadores o 8000, i el DAB normalment utilitza 1536 portadores).
En el cas del DAB hi ha una separació d'1 kHz, i en el cas de la televisió digital depèn del sistema broadcast utilitzat. Cada portadora es modula independentment utilitzant QPSK, 16 QAM o 64 QAM.
Les dades multiplexades es distribueixen a les portadores, i ocupen aproximadament una amplada de banda d'1,54 MHz en el cas del DAB.
Com a conseqüència de la distribució de les dades a les portadores la tasa de símbols a cada una d'elles és molt més baixa que si utilitzéssim un sistema d'una única portadora.
Funcionament General

La modulació CODFM realitza una divisió del canal de transmissió en el domini de la freqüència, com en el domini del temps. En el domini de la freqüència és en subbandes estretes de freqüència, i en el domini del temps es divideix en un conjunt de segments de temps.
Cada part resultant de la divisió freqüència/temps tindrà una portadora. L'estàndard COFDM defineix diferents possibles modes de transmissió segons el nombre de portadores utilitzades, 2K (2.048 portadores), 8K (8.192 portadores)...
En cada segment de temps les subportadores són modulades en QPSK ó 16-QAM. Un conjunt de subportadores en un instant determinat, formen un símbol COFDM. En un símbol COFDM, per a evitar la interferència entre portadores, les subportadores se separen ortogonalment, és a dir, l'espai entre subportadores serà igual a la inversa del temps de símbol. Gràcies a això cada subportadora té un pic en la freqüència en la qual està centrada, i s'anul·la on la tenen les altres freqüències. D'aquesta manera les interferències entre les diferents subportadores s'anul·len per poder així utilitzar subportadores molt properes.

Les ones transmeses poden realitzar recorreguts diferents provocant que en el receptor es rebi el mateix símbol diverses vegades amb cert retard, o bé que es produeixin interferències entre símbols propers. Per evitar això, s'utilitza l'interval de guarda.
Interval de Guarda.
Si en una transmissió COFDM ens fixem en dos símbols propers, símbol n i símbol n+1 en el domini del temps, primer transmetem el símbol n i quan hem acabat, comencem a transmetre el símbol n+1. Si a causa d'ecos per múltiples trajectes es generen diferents trajectòries en el receptor, rebrem els símbols tantes vegades com trajectòries arribin. El primer senyal rebut serà el que realitzi la trajectòria més directa entre l'emissor i el receptor, i a conseqüència tindrà el mínim retard respecte al senyal emès. El receptor agafa el símbol i el desmodula en el moment de començar la desmodulació del següent símbol n+1, amb la qual cosa que el receptor es trobarà interferències degudes a la recepció de parts del símbol n que han arribat més tard per altres trajectes. Per tal d'evitar aquest tipus d'interferències, en l'emissor s'inseria un interval de temps després de la transmissió de cada símbol, denominat interval de guarda. Durant aquest temps el receptor ignorarà els senyals rebuts. Aquest temps de l'interval de guarda ha de ser superior al màxim retard que es produeixi per multitrajecte, però ha de ser inferior al temps que dura un símbol. Amb això evitarem les interferències.

Control d'errors
Per poder desmodular correctament el senyal, el receptor ha de mostrejar el senyal durant el temps útil del símbol COFDM, és a dir, ha d'evitar l'interval de guarda. Per a aconseguir-ho hi ha diverses opcions. En el cas de la ràdio digital basada en l'estàndard DAB, s'utilitza un símbol COFDM nul per a indicar l'inici d'un frame de transmissió. En el cas de la TDT, basada en l'estàndard DVB-T, s'utilitzen subportadores “pilot” repartides de forma regular com a marcadors de sincronització.
Per a facilitar la recuperació de les dades digitals que contenen la informació transmesa i evitar les pèrdues que es produeixen en el medi de transmissió, s'utilitza un codi de protecció d'errors amb el que afegim redundància en les dades que es transmeten, i que s'utilitzarà en el receptor per a la correcció d'errors.
La correcció d'errors ens permet corregir un nivell d'errors determinat, així que si és un nivell molt gran el receptor no serà capaç de recuperar la informació.
Per millorar el processament d'errors, el que es fa és no enviar la informació seguida en portadores properes, sinó repartint els símbols de forma aleatòria entre les diferents portadores. D'aquesta manera no tindrem mai dos símbols seguits en dues portadores properes i si es produeix un error en diverses portadores seguides, tindrem l'error distribuït en diverses zones de la informació, i el processat serà més senzill.

## Sistemes que utilitzen la modulació OFDM
Entre els sistemes que utilitzen la modulació OFDM destaquen:
- La televisió digital terrestre DVB-T, que és un standart d'TDT
- La ràdio digital DAB
- La ràdio digital de baixa freqüència DRM
- El protocol d'enllaç ADSL
- El protocol de xarxa d'àrea local IEEE 802.11a/g/n, també conegut com a Wireless LAN
- El sistema de transmissió de dades sense fils WiMAX
- El sistema de transmissió de dades basades en Power Line Communication HomePlug AV
- Telefonia mòbil 4G LTE